# American Society for the Prevention of Cruelty to Animals

Logotipo da ASPCA.

A American Society for the Prevention of Cruelty to Animals (ASPCA) (em português:  Sociedade Americana para a Prevenção da Crueldade a Animais) é uma organização não-governamental dos Estados Unidos que combate os crimes contra animais. A missão da organização é "fornecer meios eficazes para a prevenção da crueldade contra os animais em todos os Estados Unidos".

## História

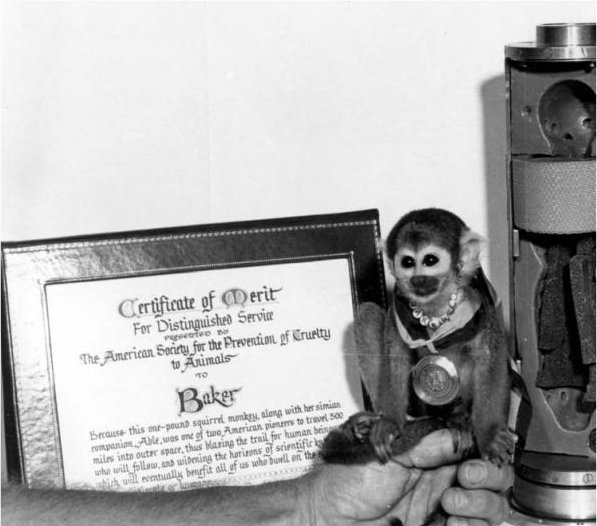
A macaca-esquilo " Srta. Baker " posa com o Certificado de Mérito por Serviços Distintos que recebeu da ASPCA após seu retorno bem-sucedido à terra, a medalha associada e o sofá usado para seu voo (à direita). Baker e seu companheiro de viagem, Able, foram os primeiros animais a retornar vivos do espaço.

Após a criação da Royal Society for the Prevention of Cruelty to Animals (RSPCA) no Reino Unido em 1824 (recebeu o status de Real em 1840), Henry Bergh fundou a Sociedade Americana para a Prevenção da Crueldade contra Animais em 10 de abril de 1866, na cidade de Nova York na crença de que os animais têm direito a um tratamento gentil e respeitoso nas mãos dos humanos e devem ser protegidos pela lei. É a organização de bem-estar animal mais antiga dos Estados Unidos. Fundada em 1866, a ASPCA foi a primeira organização humana do Hemisfério Ocidental. O capítulo de Buffalo, fundado em 1867, é o segundo mais antigo. ASPCA foi fundada para impedir as injustiças que os animais enfrentam nos Estados Unidos. Em 8 de fevereiro de 1866, Bergh defendeu os animais em uma reunião no Clinton Hall na cidade de Nova York. Algumas das questões que ele discutiu foram a briga de galos e os horrores dos matadouros. Depois de obter assinaturas para sua "Declaração dos Direitos dos Animais", Bergh recebeu um alvará oficial para incorporar a ASPCA em 10 de abril de 1866. Em 19 de abril de 1866, a primeira lei anti-crueldade foi aprovada desde então a fundação da ASPCA, e a organização obteve o direito de fazer cumprir as leis anti-crueldade. Naquela época, havia três funcionários na ASPCA. Em 1867, ASPCA operou sua primeira ambulância para cavalos feridos e defendeu alternativas para ações desumanas em relação a animais como cavalos, pombos vivos, gatos e cães. Na época da morte de Bergh em 1888, 37 dos 38 estados do sindicato haviam promulgado leis anti-crueldade que eram aplicadas pela ASPCA. Os primeiros objetivos da ASPCA se concentraram em esforços para cavalos e gado, já que na época eles eram usados para uma série de atividades.
A partir da virada do século XX, pequenos animais domésticos, como cães e gatos, passaram a ser o foco dos membros da ASPCA. ASPCA escreveu seu primeiro relatório anual em 1867, depois que um homem foi condenado a 2 anos de prisão por espancar um gato até a morte.
 

De 1894 a 1994, a ASPCA operou o sistema municipal de abrigo de animais na cidade de Nova York, que inevitavelmente sacrificou animais não adotados. A partir de 1977, a ASPCA firmou um contrato com o Departamento de Saúde da cidade de Nova York para receber financiamento municipal para operar o sistema de abrigos. O contrato tornou a ASPCA cada vez mais dependente da receita do governo em vez de doações privadas, e sujeita aos efeitos das dotações orçamentárias anuais da cidade. Em 1993, a ASPCA decidiu que operar o sistema de abrigos para matar na cidade de Nova York entrava em conflito com sua missão e desencorajava doações privadas. O grupo então rescindiu seu contrato para operar o sistema de abrigo. O acordo para operação da Divisão de Aplicação da Lei Humana permaneceu inalterado por esta ação. A operação do sistema de abrigo foi transferida para o Centro de Controle e Cuidado de Animais em 1995.